# Indie folk
Indie folk je hudební žánr, který vznikl v roce 1990 díky hudebníkům indie rockové komunity ovlivněných folkem a klasickou country hudbou. Indie folk spojuje melodie akustické kytary tradiční folkové hudby s moderními nástroji. První umělce zahrnovali Ani DiFranco a Dana Berna. Pozdějšími umělci, kteří stojí za zmínku, jsou Joshua Michael Tillman, dále skupiny The Decemberists, Fleet Foxes, The Cave Singers, Loch Lomond, Bon Iver, Or, The Whale, Great Lake Swimmers a Blind Pilot.

## Příklady umělců
- 9Bach
- Priscilla Ahn
- Tori Amos
- Fiona Apple
- The Avett Brothers
- Band of Horses
- Beach House
- Beck
- Birdy
- Blitzen Trapper
- Bombay Bicycle Club
- Bon Iver
- Bowerbirds
- Bright Eyes
- Jake Bugg
- Nick Cave
- Graham Coxon
- Daughter
- Edward Sharpe and the Magnetic Zeros
- Feist
- First Aid Kit
- Fleet Foxes
- Grizzly Bear
- Ben Howard
- Iron & Wine
- Sean Lennon
- Loch Lomond
- The Lumineers
- Laura Marling
- Ingrid Michaelson
- Modest Mouse
- Mumford & Sons
- Alexi Murdoch
- Kate Nash
- Joanna Newsom
- Noah and the Whale
- Of Monsters and Men
- Okkervil River
- Alina Orlova
- Damien Rice
- Sea Wolf
- She & Him
- The Shins
- Elliott Smith
- Regina Spektor
- Sufjan Stevens
- The Swell Season
- Frank Turner